# Estêvão de Faro
D. Estevão de Faro (? 1550 - 12 de fevereiro de 1628) foi o 2.º Conde de Faro. Com a sua esposa D. Guiomar de Castro, teve oito filhos e filhas, entre eles D. Dinis de Faro, 3.º Conde de Faro; D. Francisco de Faro, 7.º Conde de Odemira e D. Leonor de Faro, casada com Bernardim de Távora, reposteiro-mor, senhor das ilhas do Fogo, Santo Antão e Santa Maria, 11.º capitão donatário da Ilha de Santa Maria, comendador de Santa Maria de Cacela na Ordem de Cristo.